# Wachsbüste der Flora

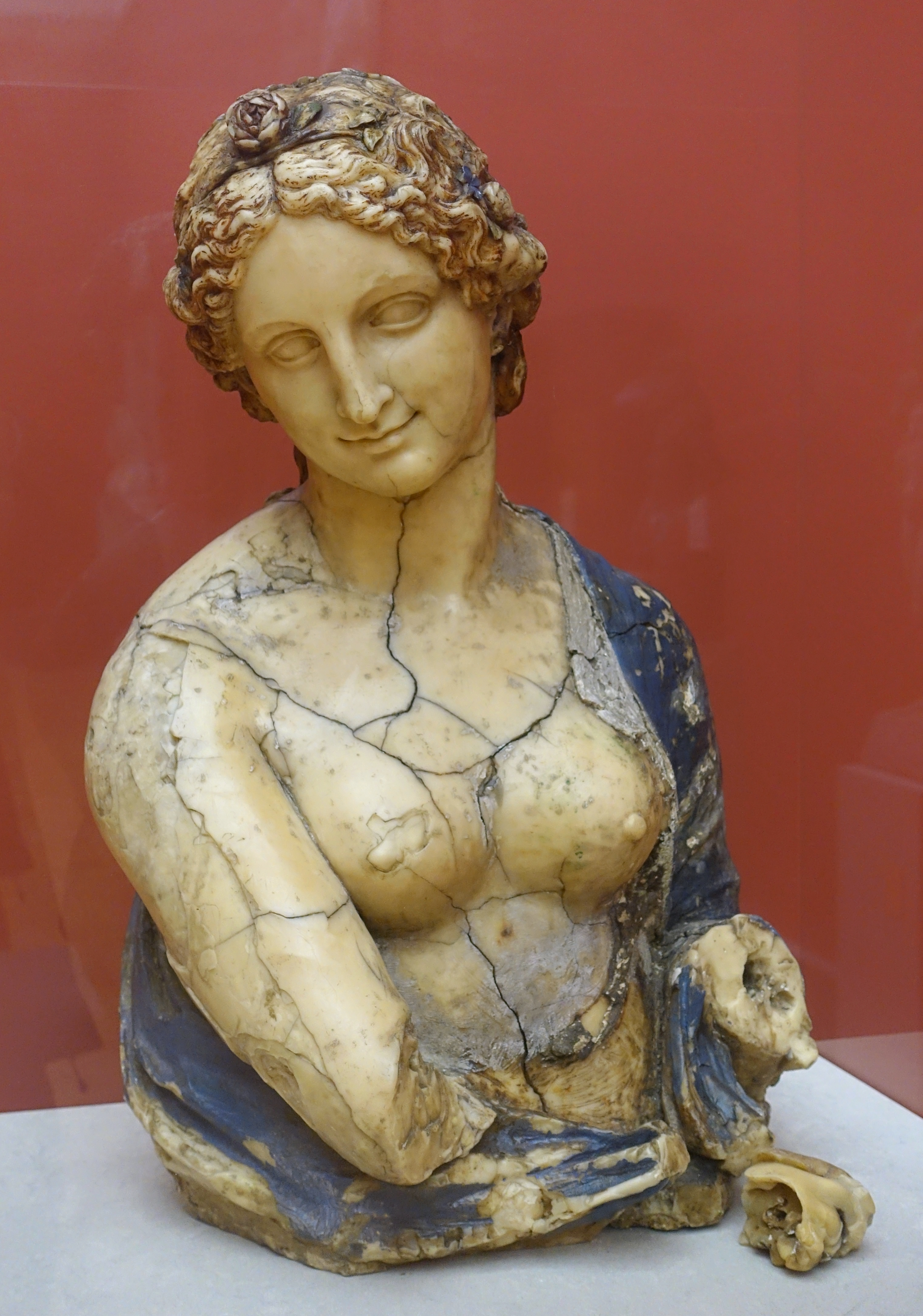
Die Wachsbüste der Flora
Skulpturensammlung und Museum für Byzantinische Kunst, Berlin

Die Wachsbüste der Flora ist eine Skulptur, die 1909 vom Berliner Kaiser-Friedrich-Museum als ein Werk Leonardo da Vincis erworben wurde und in der Folge einen bis dahin beispiellosen Pressestreit um ihre Urheberschaft verursachte.

## Beschreibung
Die Figur stellt die Göttin Flora dar, die Göttin der Blüte in der römischen Mythologie. Die Büste zeigt das Halbporträt einer jungen Frau mit entblößtem Oberkörper, mit einem um die linke Schulter und die Taille geschlungenen Schal. Der Kopf ist leicht zur rechten Schulter geneigt, das Gesicht zeigt ein Lächeln. Die angewinkelten Unterarme sind abgebrochen.
Die 67,5 cm hohe Skulptur besteht aus Wachs, das – wie Untersuchungen erwiesen – Wachs von Bienen und Walrat enthält, und ist teilweise bemalt. Sie gehört zum Besitz der Stiftung Preußischer Kulturbesitz und befindet sich in deren Abteilung Skulpturensammlung und Museum für Byzantinische Kunst mit der Inventarnummer 5951.
Die Urheberschaft der Skulptur ist nach wie vor nicht restlos geklärt. Schon früh kam der Verdacht auf, die Büste wäre im Jahre 1846 von dem englischen Bildhauer Richard Cockle Lucas (1800–1883) geschaffen worden. Das Werk passt allerdings vom ikonografischen Motiv und dem Stil sehr gut in das Werk und die Zeit Leonardo da Vincis.

## Geschichte
Im Juli 1909 erwarb Wilhelm von Bode, Generaldirektor der Berliner Museen, vermittelt durch Willy Gretor von dem Londoner Kunsthändler Murray Marks (1840–1918) die Wachsbüste der Flora für 185.000 Goldmark im Glauben, es handle sich um ein Werk Leonardos. Gleich zu Beginn ihrer Ausstellung in Berlin enthüllte die englische Presse auf der Grundlage von Augenzeugenberichten, dass es sich bei der im Berliner Kaiser-Friedrich-Museum ausgestellten Plastik um eine 1846 von Richard Cockle Lucas erstellte Fälschung handele. Aufgrund der Spannungen zwischen dem Deutschen Reich und dem Vereinigten Königreich von Großbritannien und Irland führten die Enthüllungen der englischen Presse zu einem heftigen publizistischen Schlagabtausch, in dessen Verlauf sich über mehrere Jahre hinweg, zuletzt noch in den 1930er Jahren, über 700 Artikel des Themas annahmen.
Die Wachsbüste war seit ihrer Erwerbung durch das Kaiser-Friedrich-Museum bis 1939 durchgehend dort ausgestellt. Danach wurde sie in den Flakturm Friedrichshain ausgelagert. Als sich die Kampfhandlungen des Zweiten Weltkriegs Berlin immer weiter näherten, wurde die Skulptur im Frühjahr 1945 in das Kalibergwerk Kaiseroda-Merkers in Thüringen gebracht, wo sie in die Hände der Amerikaner fiel. Diese schafften sie in den Central Collecting Point im Gebäude des ehemaligen Landesmuseums in Wiesbaden. Erst 1966 kehrte die Plastik nach Berlin zurück, wo sie von 1966 bis 1997 im Museum Dahlem ausgestellt wurde. Seit 2006 wird sie im renovierten Bode-Museum in Berlin gezeigt.

## Untersuchung
Zunächst versuchten kunsthistorisch angelegte Stilvergleiche die Entstehung der Wachsbüste, wenn nicht Leonardo selbst, so doch seinem „Umkreis“ nahezulegen. Im Laufe der Geschichte ihrer Erforschung wurden zunehmend auch naturwissenschaftliche Methoden nach jeweils neuestem Stand herangezogen. So war die Wachsbüste der Flora 1910 die erste Skulptur, die einer Untersuchung mit Röntgenstrahlen unterzogen wurde, jedoch noch ohne besonderen Befund. Durch chemische Untersuchungen wurde unter anderem entdeckt, dass die Skulptur zum Teil aus Walrat bestand. Obwohl der kommerzielle Walfang erst in den 1740er-Jahren einsetzte, war dieses Material jedoch in der Renaissance prinzipiell bereits bekannt.  Mehrere naturwissenschaftliche Untersuchungen auch mit der C14-Methode kamen manchmal zu widersprüchlichen Ergebnissen.
2021 wurde im Fachjournal Scientific Reports eine Studie veröffentlicht, die einen Ursprung im 19. Jahrhundert nahelegt. Dazu wurden neun Proben sowohl aus der Oberfläche wie aus dem Inneren der Statue chemisch durch FTIR-Spektrographie und Gaschromatografie sowie mit der C14-Methode untersucht. Die spektroskopische Untersuchung legt als Material eine Mischung aus Walrat und geringeren Mengen Bienenwachs sowie möglicherweise Stearin und Bleiweiß nahe. Die Identifikation wird dadurch erschwert, dass sich viele Kohlenwasserstoffe mit der Zeit verändern. Auch die Altersbestimmung mit der C14-Methode führt auf das Problem, dass für Materialien unterseeischen Ursprungs wie Walrat andere Kalibrationskurven verwendet werden müssen. Diese Unsicherheit führt zu einem breiten Altersbereich 1712–1950, der jedoch zumindest einen Renaissance-Ursprung der Skulptur auszuschließen scheint. Die Autoren beschreiben, dass teilweise widersprüchliche Ergebnisse früherer C14-Studien sich durch diese Kalibration für Materialien ozeanischen Ursprunges erklären lassen. Weiterhin wurde zum Vergleich Wachs von zwei nachweislich von Lucas stammenden, sich ebenfalls in Berlin befindlichen Reliefs untersucht, deren Mischung von Wal- und Bienenwachs sich als sehr ähnlich herausstellte. Dass die C14-Konzentrationen in diesen Wachsskulpturen ähnlich sind, lege dies zumindest ein ähnliches Alter der Skulpturen nahe, sodass die Autoren insgesamt eine Urheberschaft Leonardos ausschließen.